# بئرلرتوگ
شهر بئرلرتوگ (به فرانسوی: Baarle-Hertog) در شهرستان تورنو در استان آنتوئر در منطقه فلاندری در کشور بلژیک واقع شده‌است.

## نگارخانه

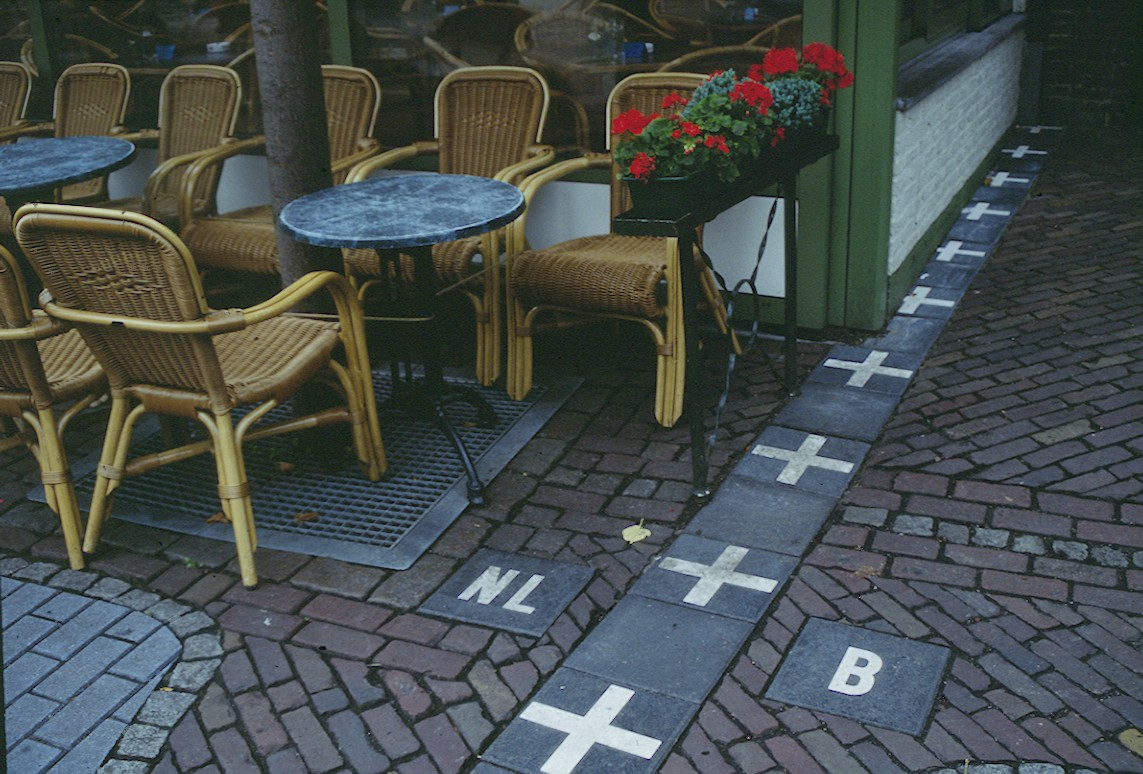
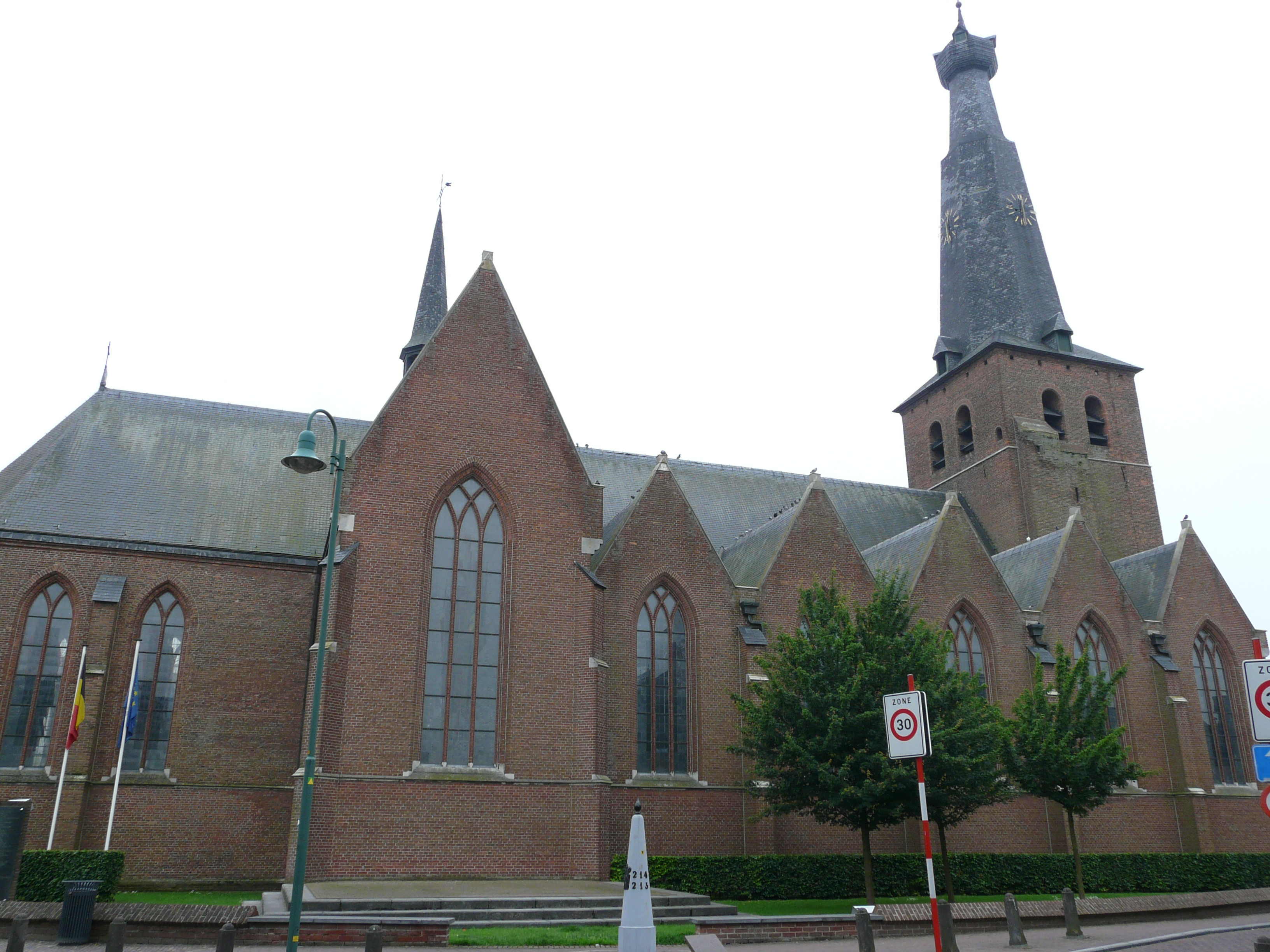